# Eugeniusz (Kobranow)
Eugeniusz, imię świeckie: Jewgienij Jakowlewicz Kobranow (ur. 9 stycznia?/21 stycznia 1892 w Błagowieszczeniu, zm. 20 listopada 1937 pod Czymkentem) – rosyjski biskup prawosławny, jeden z liderów ruchu josifian, święty Rosyjskiego Kościoła Prawosławnego poza granicami Rosji. 

## Życiorys
Urodził się w rodzinie nauczyciela. W 1912 ukończył seminarium duchowne w Smoleńsku, zaś w 1916 - Moskiewską Akademię Duchowną z tytułem kandydata nauk teologicznych. W 1917 uzyskał tytuł magistra teologii za pracę poświęconym świętym prawosławnym związanym z regionem Wołogdy. W tym samym roku patriarcha moskiewski i całej Rusi Tichon udzielił mu święceń kapłańskich. 
W 1921 złożył w Monasterze Nowospasskim wieczyste śluby mnisze przed jego przełożonym, biskupem Palladiuszem. Po kilku miesiącach otrzymał godność archimandryty, zaś w związku ze śmiercią Palladiusza objął po nim kierownictwo nad wspólnotą. W tym samym roku został pierwszy raz aresztowany przez władze bolszewickie i po dwóch tygodniach zwolniony; jeszcze w tym samym roku zatrzymany po raz drugi, został skazany na zsyłkę do Archangielska. Do Moskwy wrócił w 1923 i ponownie zamieszkał w Monasterze Nowospasskim jako jego przełożony. Wiosną 1923 został aresztowany po raz trzeci i zwolniony po trzech i pół miesiąca. 27 marca 1926 w Niżnym Nowogrodzie przyjął chirotonię na biskupa muromskiego, wikariusza eparchii włodzimierskiej. W charakterze konsekratorów wystąpili metropolita niżnonowogrodzki Sergiusz, biskup peresławski Damian oraz biskup wasilsurski Makary. Od września 1927 był wikariuszem eparchii saratowskiej z tytułem biskupa bałaszewskiego, zaś od grudnia tego samego roku - biskupem rostowskim, wikariuszem eparchii jarosławskiej i rostowskiej. Godności te miały charakter jedynie tytularny, gdyż od 1926 duchowny posiadał urzędowy zakaz wyjazdu z Moskwy. Służył w cerkwi Dziewięciu Męczenników z Kyziku.
6 lutego 1928 ogłosił wypowiedzenie posłuszeństwa zastępcy locum tenens Patriarchatu Moskiewskiego metropolicie Sergiuszowi (Stragorodskiemu), przyłączając się do grupy duchownych zgromadzonych wokół byłego metropolity leningradzkiego Józefa (josifianie). Decyzję tę podjął wspólnie z ordynariuszem eparchii jarosławskiej i rostowskiej metropolitą Agatangelem oraz dwoma pozostałymi wikariuszami eparchii - biskupem uglickim Serafinem oraz arcybiskupem Warłaamem (Riaszencewem). W związku z tym krokiem został 11 kwietnia 1928 suspendowany. W maju 1928 ogłosił swój powrót do kanonicznego Rosyjskiego Kościoła Prawosławnego i od 30 maja 1928 ponownie mógł swobodnie odprawiać nabożeństwa. Jednak jeszcze w tym samym roku został aresztowany i osadzony w więzieniu w Jarosławiu, zaś po uwolnieniu na nowo przyłączył się do josifian. W 1933 przeniesiony w stan spoczynku. 
7 grudnia 1935 aresztowany w Wołogdzie i skazany na pięcioletnią zsyłkę do Czymkentu, zaś w 1937 uwięziony ponownie i skazany na śmierć przez rozstrzelanie. Stracony w listopadzie 1937 pod Czymkentem razem z metropolitami Józefem (Pietrowychem) i Cyrylem (Smirnowem). 
W 1981 został kanonizowany przez Rosyjski Kościół Prawosławny poza granicami Rosji.